# Nguyễn Q. Thắng
Nguyễn Q.Thắng (sinh 1940), tên thật là Nguyễn Quyết Thắng; là nhà biên khảo văn học và sử học Việt Nam.

## Tiểu sử
Ông sinh năm 1940 tại Trường Xuân, tỉnh Quảng Nam.
Thuở nhỏ, ông trải qua một thời gian giữ trâu, làm ruộng ở nhà quê. Lớn lên, ông đã học xong các chương trình Tú tài, Cử nhân, Cao học và Tiến sĩ (năm 1975).
Ông đã từng dạy ở các trường: Đại học Văn Khoa, Sư phạm Cần Thơ, Đại học Vạn Hạnh, Đại học Sư phạm Sài Gòn. Hiện ông đang sống tại Việt Nam.

## Tác phẩm
Nguyễn Q.Thắng là tác giả của nhiều công trình biên khảo văn học và sử học:
- Huỳnh Thúc Kháng - Con người và thơ văn. Phủ Quốc vụ khanh Đặc trách Văn hóa xuất bản, Sài Gòn, 1972.
- Trung Kì dân biến thỉ mạt ký (dịch thuật). Phủ Quốc vụ khanh Đặc trách Văn hóa xuất bản, Sài Gòn, 1973.
- Tìm hiểu một tác phẩm văn chương. Trường Xuân xuất bản, Sài gòn, 1974.
- Tiểu Luật I (Mấy vấn đề về Văn học Việt Nam). Trường Xuân xuất bản 1975.
- Âm vị học và ngữ học Việt Nam, Đại học Cần Thơ xuất bản, 1975.
- Phan Châu Trinh, cuộc đời và tác phẩm. Nhà xuất bản Thành phố Hồ Chí Minh, 1986. Nhà xuất bản Văn học tái bản, 1992.
- Hoàng Sa - Trường Sa. Nhà xuất bản Trẻ, Thành phố Hồ Chí Minh, 1988.
- Tiến Trình Văn Nghệ Miền Nam. Nhà xuất bản An Giang, 1990. Nhà xuất bản Văn Học tái bản, 1988.
- Chúng tôi tập viết tiếng Việt. Nhà xuất bản bản Long An, 1991.
- Từ điển nhân vật lịch sử Việt Nam (soạn chung với Nguyễn Bá Thế). Nhà xuất bản Khoa học xã hội, 1991, 1992 (tái bản). Nhà xuất bản Văn hóa tái bản năm 1993, 1994...Đến nay sách đã được tái bản lần thứ 8.
- Huỳnh Thúc Kháng - Tác phẩm. Nhà xuất bản Thành phố Hồ Chí Minh, 1992.
- Kim Thạch Kì Duyên. Nhà xuất bản Văn Học, 1993.
- Khoa cử và Giáo dục Việt Nam. Nhà xuất bản Văn hóa, 1993, 1994 (tái bản). Nhà xuất bản Thành phố Hồ Chí Minh tái bản, 2003.
- Hoàng Việt luật lệ, tức luật Gia Long (dịch thuật). Nhà xuất bản Văn hóa, 1994.
- Tiểu Luận II (Mấy vấn đề về Văn học Việt Nam). Nhà xuất bản Văn Học 1995.
- Quảng Nam - Đất nước và Nhân vật. Nhà xuất bản Văn hóa, 1996, 2001 (tái bản).
- Từ điển tác gia Văn hóa Việt Nam. Nhà xuất bản Văn hóa, 1999.
- Trần Văn Dư với phong trào Nghĩa hội. Nhà xuất bản Văn hóa Thông tin, 2001.
- Đường phố Thành phố Hồ Chí Minh. Nhà xuất bản Văn hóa, 2001.
- Tuyển tập Vương Hồng Sển. Nhà xuất bản Văn Học, 2001.
- Tuyển tập Bình Nguyên Lộc. Nhà xuất bản Văn Học, 2001.
- Tìm tòi và cảm nhận. Nhà xuất bản Văn hóa, 2001.
- Lược khảo Hoàng Việt luật lệ. Nhà xuất bản Văn hóa, 2002.
- Hà Đình Nguyễn Thuật - Tác phẩm. Nhà xuất bản Thành phố Hồ Chí Minh, 2003. Nhà xuất bản Văn học tái bản, 2009.
- Tuyển tập Phan Văn Hùm. Nhà xuất bản Văn hóa Thông tin, 2003.
- Văn học miền Nam (2 tập). Nhà xuất bản Văn hóa Thông tin, 2003.
- Tuyển tập Nguyễn Hiến Lê (4 tập). Nhà xuất bản Văn Học, 2005.
- Phong trào Duy tân 1908 với các khuôn mặt tiêu biểu. Nhà xuất bản Văn hóa Thông tin, 2006.
- Văn học Việt Nam nơi miền đất mới (4 tập, gồm 6.000 trang). Nhà xuất bản Văn học, 2007.
- Sơn Vương - Nhà văn, người tù thế kỷ (2 tập, gồm 1.800 trang). Nhà xuất bản Văn học, 2007.
- Hoàng Sa - Trường Sa lãnh thổ Việt Nam với công pháp Quốc tế. Nhà xuất bản Kiến thức, 2008.
- Đại Nam quốc sử diễn ca (bản Duy Minh Thị, 1874). Nhà xuất bản Văn học, 2009.
- Bình Nguyên Lộc với hương gió Đồng Nai. Nhà xuất bản Văn học, 2010.
- Thiện Chiếu - Nhà cải cách Phật học. Nhà xuất bản Văn học, 2010.
- Đào Trinh Nhất - Nhà văn, nhà báo bậc thầy. Nhà xuất bản Văn học, 2010.
- Đào Trinh Nhất - Tác phẩm. Nhà xuất bản Văn học, 2010.

## Sách tham khảo
- Trang giới thiệu Nguyễn Q. Thắng và tác phẩm của ông in sau sách Đào Trinh Nhất-Tác phẩm. Nhà xuất bản Văn học, 2010.
- Trang giới thiệu Nguyễn Q. Thắng in sau sách Trần Văn Dư với phong trào Nghĩa hội. Nhà xuất bản Văn hóa Thông tin, 2001.